# Iglesia de Santa María del Sole (Lodi)
La iglesia de Santa María del Sole es una iglesia católica en Lodi, ubicada en el centro histórico de la ciudad.

## Historia
La primitiva iglesia era una modesta capilla ubicada en lo que hoy es Via Indipendenza, en el territorio de la parroquia de Maddalena. A partir de 1551, por decisión del obispo Giovanni Simonetta, fue oficiada por una hermandad conocida como la Misericordia, que tenía la tarea de asistir espiritualmente a los condenados a muerte.
A la capilla, que se había vuelto demasiado estrecha, no tardó en añadírsele una nueva iglesia, iniciada en 1564 por el obispo cardenal Capizucchi y terminada en 1585; sin embargo esta iglesia quedó expuesta a las inundaciones del Adda, por lo que en 1710 la cofradía decidió construir una nueva en otro lugar, en la parte alta de la ciudad, al abrigo del río.
La nueva iglesia, diseñada por el arquitecto Rocco Pellegrini y el ingeniero Carlo Bovio en estilo barroco, fue consagrada en 1715 por el obispo Ortensio Visconti. 
En 1789 fue erigida como parroquia, reemplazando las parroquias suprimidas de San Geminiano, Santi Nabore y Felice y Santi Vito y Modesto,  y como consecuencia de ello en 1796 fue embellecida por iniciativa del preboste. Bartolomé Terzaghi.
En 1806 la parroquia de Santa María del Sole fue suprimida y agregada a la parroquia de la Catedral, pero fue restaurada en 1850. 
No figura en la lista de iglesias parroquiales.

## Características

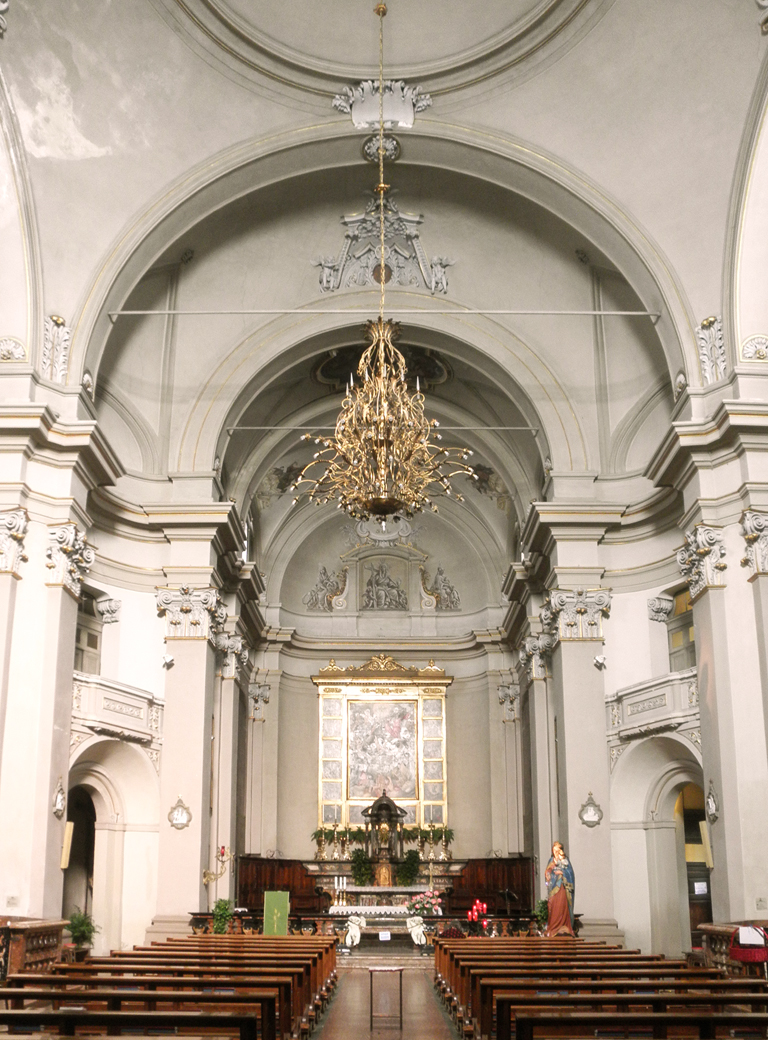
El interior

La iglesia está ubicada en la calle del mismo nombre, con la fachada orientada al oeste y el ábside al este. 
La fachada está situada ligeramente detrás de la carretera, a la que está conectada a través de dos muros laterales curvilíneos a los que se abren las dos entradas laterales; el portal principal está ligeramente adelantado y rematado por un entablamento que coincide con la altura de las casas vecinas. 
La parte superior de la fachada, en la que se abre un gran ventanal perfilado, remata en lo alto con un frontón muy sinuoso, de espíritu típicamente barroco.
El interior, de salón, está cubierto por una bóveda octogonal sostenida por cuatro pilares diagonales. 
Entre las obras de arte conservadas allí, destaca en el altar mayor un lienzo de Malosso que representa la Coronación de la Virgen y en el lado derecho del ábside una Inmaculada Concepción de Nuvolone. En la capilla de la izquierda un altar neoclásico adornado con estatuas de Somaini, mientras que en la capilla de la derecha el grandioso altar de la Santísima Virgen del Rosario, en mármol rojo de 1730, proviene de la suprimida iglesia de San Domenico.; De esta iglesia también procede el púlpito con incrustaciones, obra del milanés Anselmo dei Conti.